# Epiphanes brachionus
Epiphanes brachionus är en hjuldjursart som först beskrevs av Ehrenberg 1837.  Epiphanes brachionus ingår i släktet Epiphanes och familjen Epiphanidae.

## Underarter
Arten delas in i följande underarter:
- E. b. brachionus
- E. b. spinosa